# Estibeaux
Estibeaux è un comune francese di 699 abitanti (1º gennaio 2017) situato nel dipartimento delle Landes nella regione della Nuova Aquitania.

## Società

### Evoluzione demografica
Abitanti censiti